# Ilion (powieść)
Ilion – powieść Dana Simmonsa napisana w 2003 roku. 

## Fabuła
Akcja składa się z trzech wątków. Pierwszym jest opowieść o losach Thomasa Hockenberry’ego, specjalisty od dziejów starożytnej Grecji oraz wojny trojańskiej. Po śmierci pod koniec XX wieku został ponownie ożywiony przez greckich bogów aby nadzorować i sprawozdawać bogom przebieg oblężenia Troi.
Drugim wątkiem są losy społeczności ulepszonych za pomocą nanotechnologii ludzi, żyjących na opustoszałej Ziemi, bez wiedzy o swojej historii oraz pochodzeniu.
Trzecim wątkiem jest opis wyprawy dwóch morawców Mahnmuta i Orphu na Marsa w celu zbadania tajemniczych anomalii kwantowych, które stanowią zagrożenie dla całego Układu Słonecznego a nawet Wszechświata.

## Nagrody
W 2004 powieść zdobyła Nagrodę Locusa i była nominowana do Nagrody Hugo.